# Hola vecinos
Hola vecinos fue un programa de televisión uruguayo de género magazine producido y emitido por Canal 10. 
Se estrenó el 15 de marzo del 2010 y culminó en el mes de marzo de 2015, para darle paso al programa La mañana en casa. Contaba con la conducción de Rafael Cotelo y Petru Valensky.
El programa culminó su temporada el 31 de diciembre de 2014, aunque iba a volver en 2015, con el fallecimiento de su exconductora Ana Nahum, Canal 10 decidió que el programa no vuelva. Es así, que desde el 31 de diciembre hasta el 9 de marzo, canal 10 estuvo sin programación nacional en sus mañanas. El día 9 de marzo, se estrenó la nueva temporada de Arriba gente y el nuevo programa, La mañana en casa con el mismo equipo, solamente que integraba a María Inés Obaldía. 

## Equipo

### Conducción
- Omar Gutiérrez (2010-2012)
- Ana Nahum (2010-2014)
- Petru Valensky (2011-2015)
- Rafael Cotelo (2011-2015)
- Iñaki Abadie (2014)

### Cocina
- Ana Durán (2010-2015)

### Móviles
- Iñaki Abadie (2010-2014)
- Ana Laura Morales (2014)

### Locución
- Martín Rodríguez (2010-2014)

### Meteorología
- Diego Vázquez Melo (2010-2014)